# Declaración sobre los principios y derechos fundamentales en el trabajo
La Declaración relativa a los principios y derechos fundamentales en el trabajo fue adoptado en 1998 en la 86.ª Conferencia Internacional del Trabajo.  En esta declaración los Estados miembros de la Organización Internacional del Trabajo (OIT) se comprometen «a respetar y promover los principios y derechos comprendidos en cuatro categorías, hayan o no ratificado los convenios pertinentes. 
Estas categorías son: la libertad de asociación y la libertad sindical y el reconocimiento efectivo del derecho de negociación colectiva, la eliminación del trabajo forzoso u obligatorio, la abolición del trabajo infantil y la eliminación de la discriminación en materia de empleo y ocupación».

## Convenios fundamentales de la OIT
La OIT considera ocho convenios como fundamentales para estas cuatro categorías:
- Libertad de asociación, libertad sindical y reconocimiento efectivo del derecho de negociación colectiva
  - Convenio sobre la libertad sindical y la protección del derecho de sindicación, 1948, n.º 87
  - Convenio sobre el derecho de sindicación y de negociación colectiva, 1951, n.º 98
- Eliminación del trabajo forzoso u obligatorio
  - Convenio sobre el trabajo forzoso, 1930, n.º 29
  - Convenio sobre la abolición del trabajo forzoso, 1957, n.º 105
- Abolición del trabajo infantil
  - Convenio sobre la edad mínima, 1973, n.º 138
  - Convenio sobre la prohibición de las peores formas de trabajo infantil, 1999, n.º 182
- Eliminación de la discriminación en materia de empleo y ocupación
  - Convenio sobre igualdad de remuneración, 1951, n.º 100
  - Convenio sobre la discriminación (empleo y ocupación), 1958, n.º 111